# Santa Eulalia de Oscos
Santa Eulalia de Oscos (em galego-asturiano Santalla d'Ozcos) é um concelho (município) da Espanha na província e Principado das Astúrias. Tem 47,12 km² de área e em 2019 tinha 450 habitantes (densidade: 9,6 hab./km²).

## Demografia
| Variação demográfica do município entre 1991 e 2004 | Variação demográfica do município entre 1991 e 2004 | Variação demográfica do município entre 1991 e 2004 | Variação demográfica do município entre 1991 e 2004 |
| --------------------------------------------------- | --------------------------------------------------- | --------------------------------------------------- | --------------------------------------------------- |
| 1991                                                | 1996                                                | 2001                                                | 2004                                                |
| 664                                                 | 607                                                 | 557                                                 | 564                                                 |